# DEBG 9
Die Dampflokomotive 9 der Deutschen Eisenbahn-Betriebsgesellschaft (DEBG) war eine zweiachsige Lokomotive für den Nebenbahnbetrieb. Die Lokomotive verkehrte auf der Bahnstrecke Voldagsen–Delligsen und war eine mit zahlreichen Extras ausgerüstete Maschine für den Personenzugdienst. Vom Personal hat die Lokomotive den Beinamen U-Boot erhalten.
Durch den Verkehrsrückgang bei der Gesellschaft wurde die Lokomotive 1931 an eine Privatfirma verkauft. Ihr weiteres Schicksal ist unbekannt.

## Geschichte
Mit dieser Lokomotive wurde von der DEBG der Versuch unternommen, den Personen- vom Güterverkehr zu trennen und einen Betrieb mit einer Einmann-Besatzung durchzuführen. Zuerst war die Lokomotive für den Betrieb bei der Achertalbahn vorgesehen. Nachdem die günstige Verkehrsentwicklung dort einbrach, wurde die Lok an die Bahnstrecke Voldagsen–Delligsen geliefert.
Mit dieser Lokomotive wurde der Versuch unternommen, den Kohleverbrauch drastisch zu senken. Dafür war sie zusätzlich zum Abdampfvorwärmer mit einem Rauchgaserwärmer ausgerüstet, die beide im voluminösen Schornstein untergebracht waren. Zusätzlich war sie mit einer Übergangseinrichtung für das Zugpersonal auf die Lok versehen, damit der Zugführer auch während der Fahrt auf die Lokomotive wechseln konnte. Der Dampfverbrauch der Lokomotive war mit etwa 8 kg/km ungefähr nur halb so hoch gegenüber einer vergleichbaren Nassdampflok. Für die Versorgung der Lokomotive reichte der Lokführer alleine aus, die Beschickung des Feuers wurde von ihm während des Halts auf den Stationen unternommen. Auch in der Wartung gab es wesentlich günstigere Werte, es musste lediglich bei der Stillsetzung der Lok bei der nächtlichen Ruhe acht gegeben werden, dass der Rauchgasvorwärmer mit Wasser gefüllt war.
Nach drei Monaten Betrieb ließ sich noch keine Kesselsteinbildung an der Lokomotive feststellen. Die Rohre der Einzeldüsen des Rauchgaserwärmers brauchten nur beim normalen Auswaschvorgang gereinigt werden. Obwohl die Lokomotive im Betrieb sehr billig war, konnte sie sich ab 1930 nicht länger behaupten, da sie leistungsmäßig nur für Personenzüge verwendbar war und dieser um die Zeit abnahm. Aus diesem Grund wurde die Lokomotive 1931 an eine Porzellanfabrik in Weiden (Oberpf.) verkauft. Ihr weiteres Schicksal ist unbekannt.

## Technik
Vom Laufwerk entsprach die Lokomotive den zahlreichen bei der DEBG eingesetzten Lokomotiven für den Einmannbetrieb. Um dem Zugpersonal den Zutritt der Lok während der Fahrt zu ermöglichen, waren die Trittbretter der Lok vorn, hinten und um den Wasserkasten entsprechend verbreitet, und um die Rauchkammer waren Sicherungsstangen angeordnet.
Das Neue an der Lokomotive war, dass der Kessel mit einem Überhitzer zusätzlich einen Abdampfvorwärmer und einen Rauchgaserwärmer in einem erhielt, deshalb ist der Schornstein bei ihr sehr voluminös ausgefallen. Der Rauchgasvorwärmer bestand bei der Lok aus einem allseits geschlossenen Röhrenkessel, der aus 48 Rauchrohren aus Messing bestand, die vom Wasser umspült wurden. Ebenso ging der Abdampf durch diesen Röhrenkessel in weiteren 48 Einzeldüsen. Durch diese Anordnung konnte das auf etwa 90 °C vorgewärmte Wasser auf 130 bis 140 °C erwärmt werden.
Die Lokomotive besaß eine Heusinger-Steuerung mit Kolbenschieber. Zum Ausblasen der Rauchrohre war die Lok mit einem Dampfluftpresser versehen, damit konnte die Abrüstzeit der Lok wesentlich verringert werden.